# Thaida
Genre
Thaida est un genre d'araignées aranéomorphes de la famille des Austrochilidae.

## Distribution
Les espèces de ce genre se rencontrent au Chili et en Argentine.

## Liste des espèces
Selon World Spider Catalog (version 23.0, 06/04/2022) :
- Thaida chepu Platnick, 1987
- Thaida peculiaris Karsch, 1880

## Systématique et taxinomie
Ce genre a été décrit par Karsch en 1880. Il est placé dans les Thaididae par Lehtinen en 1967 puis dans les Austrochilidae par Marples en 1968.

## Publication originale
- Karsch, 1880 : « Arachnologische Blätter (Decas I). » Zeitschrift für die gesammten Naturwissenschaften, vol. 53, p. 373-409 (de).